# La red de arenques
La red de arenques (en inglés, The Herring Net) es un cuadro del pintor estadounidense Winslow Homer, pintado hacia 1885. Se encuentra actualmente en el Instituto de Arte de Chicago.

## Descripción

### Análisis de la obra
Muestra a un par de pescadores recogiendo arenques que habían atrapado en una red. El que sujeta la red es un hombre mayor, mientras que a la izquierda hay uno más joven, que ya lanzó su red al agua, aunque las caras de los dos casi no se pueden distinguir con claridad. El mar revuelto y el cielo lleno de nubes negras indican que puede que estén pescando en medio de una fuerte tormenta. Junto al hombre que toma la red de los arenques aparecen dos remos cruzados. Frente al bote, se ve una especie de boya roja con forma de barril. Al fondo, se ven siluetas que para los críticos parecen ser de otros barcos pesqueros, probablemente de fragatas. Representa el duro trabajo de la vida del hombre, ya que en primer plano, parecen muy cansados los pescadores de tanto trabajo.